# Lafnitztal - Neudauer Teiche
Lafnitztal - Neudauer Teiche este o arie protejată (arie specială de conservare — SAC, sit de importanță comunitară — SCI, arie de protecție specială avifaunistică — SPA) din Austria întinsă pe o suprafață de 1.162,64 ha, integral pe uscat.

## Localizare
Centrul sitului Lafnitztal - Neudauer Teiche este situat la coordonatele 47°12′24″N 16°04′13″E / 47.2067°N 16.0703°E.

## Înființare
Situl Lafnitztal - Neudauer Teiche a fost declarat sit de importanță comunitară în aprilie 1996 pentru a proteja 89 de specii de animale. Alte tipuri de protecție:
- arie de protecție specială avifaunistică (în aprilie 1996)[1]
- arie specială de conservare (în august 2005)[2][3]

## Biodiversitate
Situată în ecoregiunile alpină și continentală, aria protejată conține 7 habitate naturale: Ape stătătoare oligotrofe până la mezotrofe, cu vegetație de Littorelletea uniflorae și/sau de Isoëto-Nanojuncetea, Lacuri eutrofice naturale cu vegetație de tip Magnopotamion sau Hydrocharition, Râuri cu maluri nămoloase cu vegetație de Chenopodion rubri p.p. și Bidention p.p., Pajiști cu Molinia pe soluri calcaroase, turboase sau argilos-nămoloase (Molinion caeruleae), Liziere de ierburi înalte hidrofile de câmpie și de nivel montan până la alpin, Fânețe de joasă altitudine (Alopecurus pratensis, Sanguisorba officinalis), Păduri aluvionare cu Alnus glutinosa și Fraxinus excelsior (Alno-Padion, Alnion incanae, Salicion albae).
La baza desemnării sitului se află mai multe specii protejate:
- păsări (66): privighetoare-de-baltă (Acrocephalus melanopogon), lăcar-de-rogoz (Acrocephalus schoenobaenus), lăcar-de-lac (Acrocephalus scirpaceus), fluierar de munte (Actitis hypoleucos), ciocârlie-de-câmp (Alauda arvensis), pescăruș albastru (Alcedo atthis), rață lingurar (Anas clypeata), rață cârâitoare (Anas querquedula), rață pestriță (Anas strepera), fâsă-de-câmp (Anthus campestris), fâsă de luncă (Anthus pratensis), acvilă țipătoare mică (Aquila pomarina), stârc cenușiu (Ardea cinerea), stârc roșu (Ardea purpurea), stârc galben (Ardeola ralloides), ciuf-de-pădure (Asio otus), rață-cu-cap-castaniu (Aythya ferina), rața moțată (Aythya fuligula), rață roșie (Aythya nyroca), chirighiță neagră (Chlidonias niger), barză albă (Ciconia ciconia), barză neagră (Ciconia nigra), erete de stuf (Circus aeruginosus), erete vânăt (Circus cyaneus), erete cenușiu (Circus pygargus), prepeliță (Coturnix coturnix), cristeiul de câmp (Crex crex), ciocănitoare pestriță mică (Dendrocopos minor), ciocănitoare neagră (Dryocopus martius), egretă albă (Egretta alba), egretă mică (Egretta garzetta), presură de stuf (Emberiza schoeniclus), șoim de iarnă (Falco columbarius), șoim călător (Falco peregrinus), șoimul rândunelelor (Falco subbuteo), vânturel de seară (Falco vespertinus), muscar-gulerat (Ficedula albicollis), becațină comună (Gallinago gallinago), cocor (Grus grus), codalb (Haliaeetus albicilla), stârc pitic (Ixobrychus minutus), sfrâncioc roșiatic (Lanius collurio), grelușelul-de-tufiș (Locustella fluviatilis), grelușel-de-zăvoi (Locustella luscinioides), Locustella naevia, gușă albastră (Luscinia svecica), gaia neagră (Milvus migrans), stârc de noapte (Nycticorax nycticorax), vultur pescar (Pandion haliaetus), viespar (Pernis apivorus), bătăuș (Philomachus pugnax), ciocănitoare verzuie (Picus canus), lopătar (Platalea leucorodia), corcodel mare (Podiceps cristatus), corcodel-cu-gât-negru (Podiceps nigricollis), cristei de baltă (Rallus aquaticus), pițigoi-pungar (Remiz pendulinus), mărăcinar (Saxicola rubetra), chiră de baltă (Sterna hirundo), turturică (Streptopelia turtur), silvie de câmp (Sylvia communis), silvie porumbacă (Sylvia nisoria), corcodel mic (Tachybaptus ruficollis), fluierar de mlaștină (Tringa glareola), pupăză (Upupa epops), nagâț (Vanellus vanellus)
- amfibieni (3): buhai de baltă cu burta roșie (Bombina bombina), izvoraș-cu-burta-galbenă (Bombina variegata), Triturus carnifex
- mamifere (6): liliac cârn (Barbastella barbastellus), vidră de râu (Lutra lutra), liliac cu urechi mari (Myotis bechsteinii), liliac cărămiziu (Myotis emarginatus), liliac comun (Myotis myotis), liliacul mic cu potcoavă (Rhinolophus hipposideros)
- nevertebrate (4): Euplagia quadripunctaria, fluturele purpuriu (Lycaena dispar), Phengaris nausithous, Phengaris teleius
- pești (10): avat (Aspius aspius), zvârluga (Cobitis taenia), zglăvoacă (Cottus gobio), Eudontomyzon mariae, țipar (Misgurnus fossilis), boarță (Rhodeus sericeus amarus), porcușor de nisip (Romanogobio kesslerii), porcușor de șes (Romanogobio vladykovi), fusar (Zingel streber), pietrar (Zingel zingel)

Pe lângă speciile protejate, pe teritoriul sitului au mai fost identificate 9 specii de amfibieni, 15 specii de mamifere, 7 specii de pești, 4 specii de reptile.